# Victoriatiden
 Der er for få eller ingen kildehenvisninger i denne artikel, hvilket er et problem. Du kan hjælpe ved at angive troværdige kilder til de påstande, som fremføres i artiklen.

Victoriatiden er perioden 1837-1901, hvor den britiske dronning Victoria regerede.
Udtrykket victorianisme har navn efter dronning Victoria af Storbritannien, hvis holdninger kom til at præge en hel generation af briter i slutningen af 1800-tallet.
Tiden var præget af en overklasse med tjenestefolk. På grund af de mange rigdomme, som strømmede til landet i dronning Victorias regeringstid fra hele det britiske imperium, voksede der en ny, kulturbærende overklasse frem, som forsøgte at lægge afstand til underklassen. Hvis man kun havde råd til en tjener, ansatte man en butler, som havde mange funktioner.
Overklassens kvinder havde vældige kjoler, som gjorde dem afhængige af deres tjenestefolk. Da det blev anset for frækt at vise anklerne, måtte kvinderne ikke gøre noget, der viste ankler. Den øgede snobberi og dobbeltmoral og afviste lystbetonet adfærd, særligt hvis den havde en seksuel side.
Efter Victoria og Klunketiden fulgte den edwardianske periode.